# Tunnel de Melocheville
Le tunnel de Melocheville est un tunnel reliant Beauharnois et Melocheville. Il s'agit d'un segment de la route 132 situé à proximité de la centrale de Beauharnois. Le tunnel mesure 227,6 m. Jusqu'en 1991, il portait le nom de tunnel de Beauharnois.

## Histoire

### Construction
La construction du tunnel a été réalisée dans le cadre de la construction du canal de Beauharnois, entre 1956 et 1957.
Le tunnel est composé de 18 caissons, déposés directement sur le roc, d’une voie de circulation dans chaque direction, d’un trottoir du côté Nord et de trois puits de ventilation, dont un est utilisé pour la sortie d’air et deux autres pour l’entrée d’air.
Le tunnel passe sous le canal de Beauharnois à Melocheville et fait partie intégrante de la Voie maritime du Saint-Laurent. 

### Amélioration subséquentes
En 1968, des travaux ont été effectués pour la remise en état du tunnel et le resurfaçage. 
Depuis, des travaux d’entretien comme la réfection de la chaussée, la réparation des murs du tunnel et la remise en état des approches ont été effectués régulièrement afin d’assurer aux usagers un passage sécuritaire et efficace et préserver l’intégrité de la structure.

## Circulation
Dans le tunnel, les deux directions de circulation sont séparées par une structure centrale de support formant le premier puits de ventilation (sortie d’air). Le tunnel possède également un trottoir du côté Nord.
Près de 1,7 million de passages se font dans ce tunnel chaque année.

## Administration
Depuis le 1er octobre 1998, l’exploitation, l’entretien et l’administration du tunnel relèvent de la Société Les Ponts Jacques Cartier et Champlain Incorporée (PJCCI). La structure relevait auparavant de l'Administration de la voie maritime du Saint-Laurent.